# بینیوفتسه-کولونیا
بینیوفتسه-کولونیا (به لهستانی:  Bieniowce-Kolonia) یک روستا در لهستان است که در گمینا نوو دوور واقع شده‌است.